# Jarno Trulli
Pour les articles homonymes, voir Trulli (homonymie).
Jarno Trulli, né le 13 juillet 1974 à Pescara, est un pilote automobile italien. Il est notamment connu pour avoir disputé 252 Grands Prix de Formule 1 entre 1997 et 2011, et remporté une victoire lors du Grand Prix de Monaco 2004.

## Biographie

### Jeunesse et premières années
Jarno Trulli s'illustre d'abord en karting, remportant de nombreux titres en Europe, Asie et Amérique du Nord. Il devient champion d'Europe de Formule Super A en 1994 et gagne le championnat du monde Formule C (125 cm3 à vitesses) la même année.
En 1996, pris sous son aile par Flavio Briatore, directeur de l'écurie Benetton Formula de Formule 1, il remporte le championnat d'Allemagne de Formule 3 et accède à la Formule 1 l'année suivante au sein de la Scuderia Minardi,. Même si sa modeste monture ne lui permet pas d'espérer mieux que des qualifications en fond de grille, il fait belle impression en prenant l'ascendant sur son équipier Ukyo Katayama, plus expérimenté.

### La Formule 1

#### 1997-1999: les débuts chez Minardi et Prost

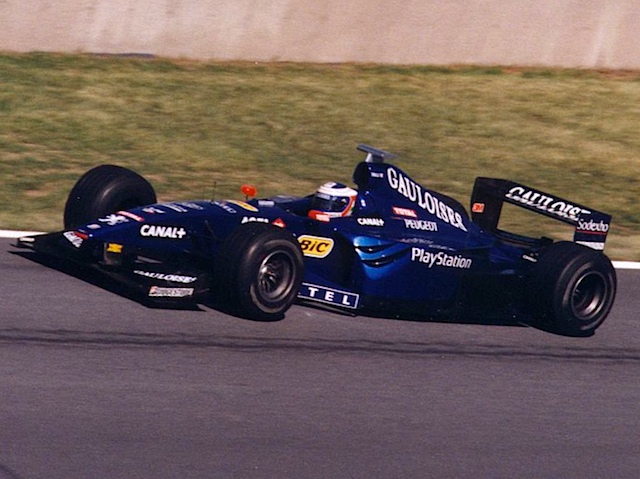
Jarno Trulli au Grand Prix du Canada 1999.

Après sept courses au sein de la Scuderia Minardi, Trulli est recruté par l'écurie Prost Grand Prix pour remplacer Olivier Panis indisponible après de son accident au Grand Prix du Canada. Trulli, soutenu par Briatore, obtient ce volant après un test comparatif face au Français Emmanuel Collard.
Immédiatement, il se hisse à un niveau de performance digne de son prédécesseur en se qualifiant en troisième ligne du Grand Prix de France et en terminant quatrième en Allemagne après un duel avec Jacques Villeneuve,. La suite est plus délicate à cause de sa faible expérience.
Alors que son intérim touche à sa fin, il se qualifie en troisième position du Grand Prix d'Autriche, prend la tête de la course dès le deuxième tour et mène jusqu'à la mi-course avant d'être dépassé par Jacques Villeneuve puis de voir la rupture de son moteur Mugen-Honda. Si le retour de Panis l'oblige à lui rendre son volant dès la course suivante, sa prestation est suffisamment convaincante pour lui permettre d'être engagé à temps plein par Prost Grand Prix en 1998,. En attendant, il termine sa première saison à la quinzième place avec trois points.
1998 tourne rapidement au désastre car la Prost AP01 s'avère aussi peu fiable que performante ; Trulli n'inscrit qu'un point, sous le déluge en Belgique. Il se console en constatant qu'il prend progressivement l'ascendant sur Panis. Des rumeurs, rapidement démenties par le fait qu'il est sous contrat avec Alain Prost pour 1999, l'imaginent rejoindre la Scuderia Ferrari en remplacement d'Eddie Irvine. Il termine la saison  à la seizième place.
En 1999, il ne doit qu'aux différents abandons et faits de course ainsi qu'à un coup tactique de monter sur le premier podium de sa carrière, à l'occasion du Grand Prix d'Europe, terminant entre les Stewart Grand Prix de Johnny Herbert et Rubens Barrichello. Les contre-performances des Prost-Peugeot n'empêchent pas Trulli de se bâtir une solide réputation dans le paddock.

#### 2000-2001: Jordan

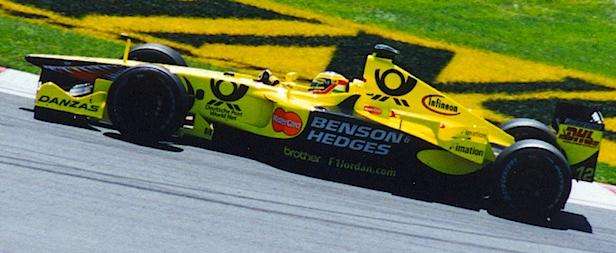
Jarno Trulli au Grand Prix du Canada 2001.

En 2000, Jarno Trulli est recruté par Jordan Grand Prix qui sort d'une bonne campagne 1999, l'écurie ayant glané des victoires et terminé troisième du championnat des constructeurs. Souvent brillant en essais où il domine progressivement son coéquipier Heinz-Harald Frentzen, il éprouve des difficultés à concrétiser en course, souvent par la faute d'une fiabilité médiocre.
En Australie, il est quatrième quand son moteur explose à une vingtaine de tours de l'arrivée. Il marque ses premiers points de la saison au Grand Prix suivant, à Interlagos en terminant quatrième, son meilleur résultat de la saison. À Monaco, il se qualifie en première ligne avant d'être arrêté par un ennui de boîte de vitesses à mi-parcours. En Belgique, en Italie puis aux États-Unis, il est accroché en début d'épreuve alors qu'il se bat dans le peloton de tête. Il se classe douzième du championnat du monde, avec six points.
En 2001, Trulli honore sa deuxième année de contrat chez Jordan. Les monoplaces de l'écurie irlandaise sont à nouveau victimes de problèmes de fiabilité récurrents et Trulli doit souvent renoncer alors qu'il est en mesure de marquer des points. Ainsi, à Melbourne, Monaco et en Belgique, il abandonne sur panne mécanique alors qu'il est cinquième alors qu'à Montréal il pointe en quatrième position lorsque survient un problème de freins. Trulli se classe septième du championnat du monde des pilotes avec 12 points, son meilleur résultat depuis ses débuts, malgré neuf abandons en dix-sept courses, un de plus que la saison précédente. Il couvre également un tour en tête, son premier depuis 1997, à l'occasion du Grand Prix de Malaisie, en profitant du quiproquo général dû à l'apparition soudaine de la pluie.

#### 2002-2004: Renault

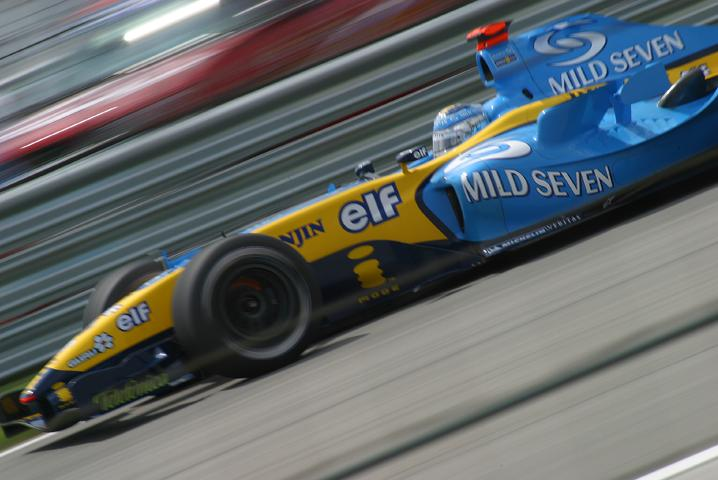
Jarno Trulli au Grand Prix des États-Unis 2004.

En 2002, toujours sous contrat de management avec Flavio Briatore, Trulli signe avec Renault F1 Team, l'écurie dont Flavio Briatore est le directeur sportif. À nouveau performant dans l'exercice des qualifications, il domine son jeune équipier Jenson Button et occupe souvent les troisième et quatrième lignes ; il brille moins en course, ce qui continue d'alimenter le débat sur son style de pilotage. Il termine cependant quatrième à Monaco et en Italie et se classe huitième du championnat, juste derrière son coéquipier.
En 2003, tandis que les Renault ne cessent de progresser dans la hiérarchie, on lui adjoint un nouvel équipier, le grand espoir espagnol Fernando Alonso. Mis dans un premier temps sous l'éteignoir, Trulli parvient à inverser la tendance en fin de saison en obtenant son premier podium depuis 1999 en terminant troisième en Allemagne ; il se classe à huitième du championnat, avec 33 unités.

##### Premières pole position et victoire en Formule 1 à Monaco
La tendance de fin de saison 2003 se confirme durant la première moitié de saison 2004 au cours de laquelle Trulli se bat contre les meilleurs. Cette période, déjà mise en lumière par le Grand Prix d'Espagne où, qualifié quatrième, il mène les premiers tours avant de terminer troisième derrière les Ferrari de Michael Schumacher et Rubens Barrichello, atteint son point culminant à Monaco où il domine d'un bout à l'autre pour remporter son unique victoire en Formule 1,. Après quelques nouvelles places d'honneur, il perd sa troisième place face à Rubens Barrichello à quelques hectomètres de l'arrivée du Grand Prix de France, Grand Prix national de Renault. Cette mésaventure survient à un moment où il négocie avec d'autres écuries et s'apprête à sortir du giron de Flavio Briatore, ce qui lui vaut de vives critiques de son employeur.
Contrastant avec sa remarquable première moitié de saison, il n'inscrit plus un seul point, réalise plusieurs courses insipides durant la deuxième partie du championnat et accuse ouvertement son écurie de favoriser Alonso. Cette détérioration des rapports entre Trulli et Renault aboutit à son limogeage à l'issue du Grand Prix d'Italie où Flavio Briatore accuse Trulli de manquer de respect à Renault,. Remplacé par l'ancien champion du monde Jacques Villeneuve, Trulli, après un Grand Prix d'inactivité, est appelé par Toyota F1 Team pour les deux dernières manches de la saison qu'il termine à la sixième place du championnat, avec 46 points, son meilleur résultat en Formule 1.

#### 2005-2009: Toyota

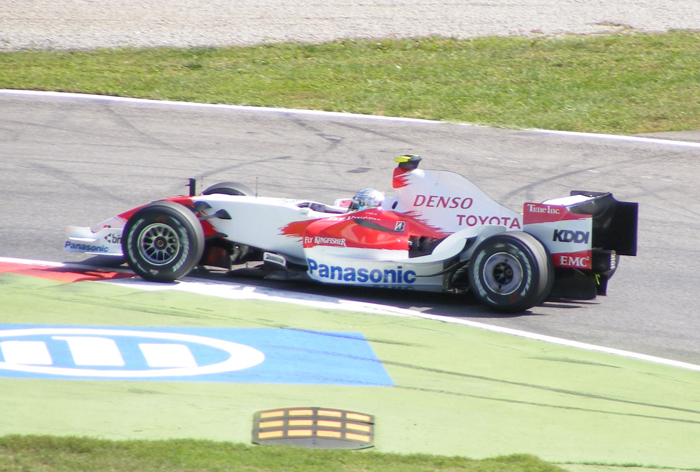
Jarno Trulli au Grand Prix d'Italie 2007.

Engagé à temps plein par Toyota à partir de la saison 2005, Trulli obtient trois podiums sur les cinq premières courses (deuxième en Malaisie et à Bahreïn, et troisième en Espagne) et pointe à la troisième place du championnat du monde après les sept premières épreuves. Au fil de la saison, ses performances diminuent tandis que le décalage entre ses prestations en qualifications (à Indianapolis, il réalise la première pole position de Toyota en Formule 1) et en course refait son apparition de manière criante. Il termine le championnat septième, avec 43 points, deux de moins que son coéquipier Ralf Schumacher, mais trouve cette saison « belle ».
En 2006, il subit la baisse de forme de l'écurie japonaise et se met rarement en évidence. Après les huit premiers Grands Prix, il n'a pas encore inscrit de points. L'écurie progresse et permet à Trulli d'obtenir la quatrième place aux États-Unis, la sixième au Canada et au Japon. Il termine douzième du championnat avec quinze points, nettement moins bien qu'en 2005.
La saison 2007 n'est pas meilleure puisqu'il ne voit les points qu'à quatre reprises en dix-sept Grands Prix et ne fait pas mieux que sixième aux États-Unis ; il termine treizième avec huit unités.
Toyota lui maintient toutefois sa confiance et, lorsqu'en 2008 l'écurie retrouve une meilleure compétitivité, Trulli retrouve le chemin du podium, au Grand Prix de France. Il inscrit des points plus régulièrement et part même en première ligne au Grand Prix du Brésil. Il termine neuvième du championnat avec 31 points. En fin de saison, son coéquipier Timo Glock, s'affirme comme un adversaire sérieux, obtenant lui aussi un podium, des points assez souvent et terminant dixième, derrière Trulli.
En 2009, avec une Toyota compétitive en début de saison, Trulli réalise plusieurs belles performances, dont un podium en Australie et à Bahreïn et deux quatrième places en Malaisie et en Turquie. En fin de saison, il monte sur le podium au Japon et obtient la pole position à Bahreïn, la première depuis 2005,,. Il rate toutefois deux occasions de remporter la victoire, à Bahreïn où sa voiture baisse de rythme au fil de la course, et à Spa où, qualifié en première ligne, il touche Nick Heidfeld au départ et doit faire réparer les dégâts avant d'abandonner sur un problème de freins. Huitième avec 32,5 points, Trulli se retrouve sans volant à l'issue de la saison (Toyota quittant la discipline) même si des contacts lui sont prêtés avec Lotus Racing et Sauber,.
En 2012, Trulli déclare que la Scuderia Ferrari lui avait fait une offre qu'il a refusée car il a « toujours honoré ses engagements ».

#### 2010-2011: Lotus

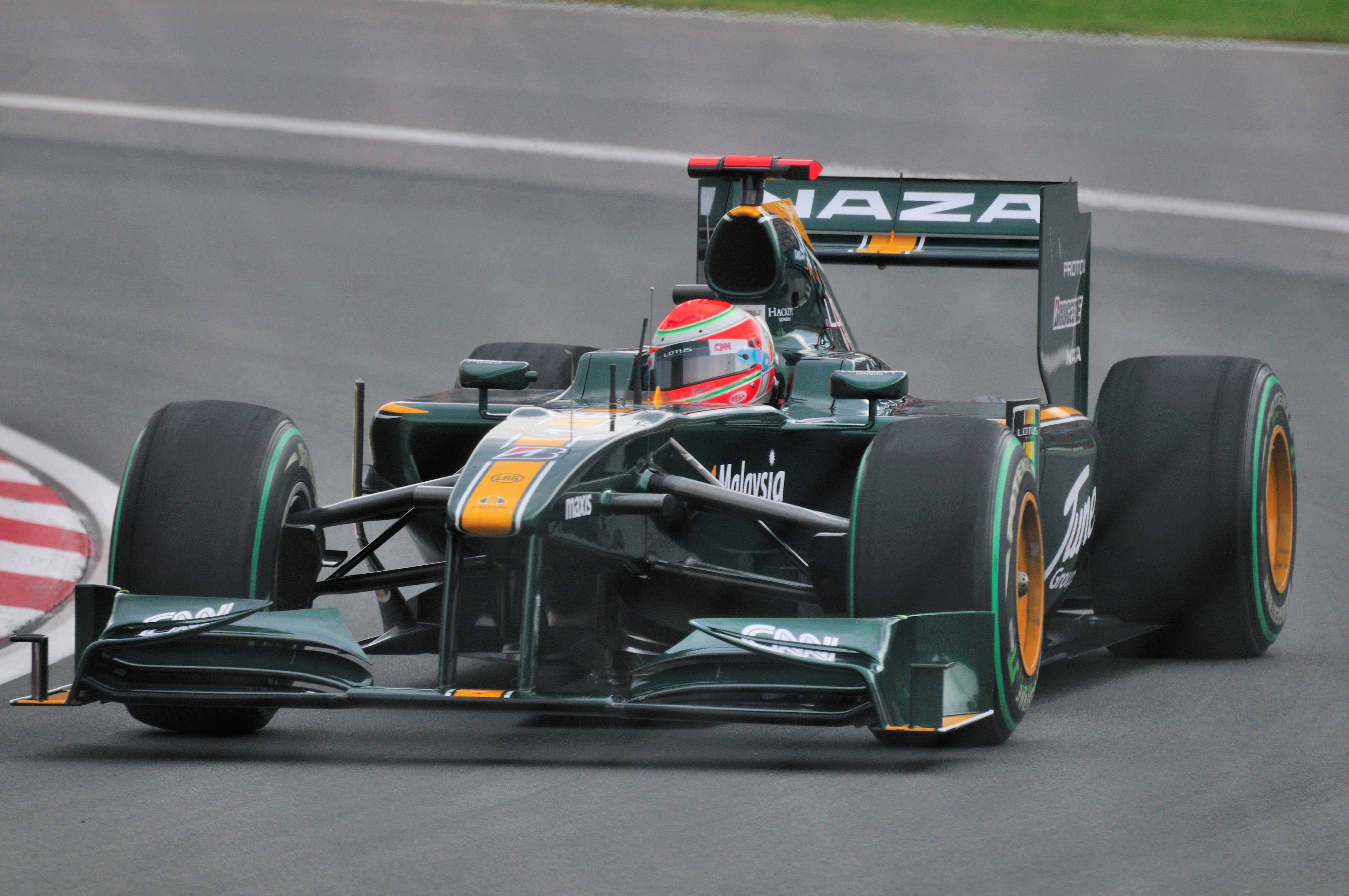
Jarno Trulli au Grand Prix du Canada 2010.

Le 14 décembre 2009, Jarno Trulli est recruté par Lotus Racing et devient le coéquipier de Heikki Kovalainen. Au volant d'une des plus mauvaises monoplaces de la saison 2010, il occupe le fond de grille et ne peut rien espérer et termine vingt-et-unième du championnat du monde sans avoir inscrit de point pour la première fois de sa carrière, son meilleur résultat étant une quinzième place. Il a abandonné à dix reprises en dix-neuf courses et n'a même pas pris le départ du Grand Prix d'Australie en raison d'un problème hydraulique.
Si certaines sources font état de sa retraite dès la fin de la saison ou d'une reconversion en NASCAR, il poursuit en Formule 1. Le 11 septembre 2011, à l'occasion du Grand Prix d'Italie, Trulli confirme sa prolongation de contrat d'un an avec Lotus, devenue Caterham F1 Team. La saison 2011 est du même acabit que la précédente bien qu'il abandonne moins souvent qu'en 2010 (quatre abandons) et termine treizième en Australie. Au Grand Prix d'Allemagne, il est remplacé par Karun Chandhok.
En décembre 2011, il se plaint de l'arrivée massive de pilotes payants en Formule 1 ; le 17 février 2012, malgré son contrat pour 2012, il est remplacé par le pilote payant russe Vitaly Petrov chez Caterham et se retrouve sans volant en Formule 1,. Après l'officialisation de Petrov, Trulli avoue qu'il s'« attendait à être remplacé. ». Bien qu'il n'ait inscrit aucun point en deux saisons, il se dit « très fier de ce qu'il a accompli. ».
Son éviction, combinée à celle de son compatriote Vitantonio Liuzzi chez HRT, conduit à l'absence de pilote italiens sur la grille de départ en Formule 1, une première depuis 1969 et le force à quitter la Formule 1 après 252 Grands Prix. Début 2013, Jarno Trulli déclare que l'éviction de Heikki Kovalainen va être néfaste aux résultats de Caterham.

### Pilote et chef d'équipe en Formule E (2014-2015)

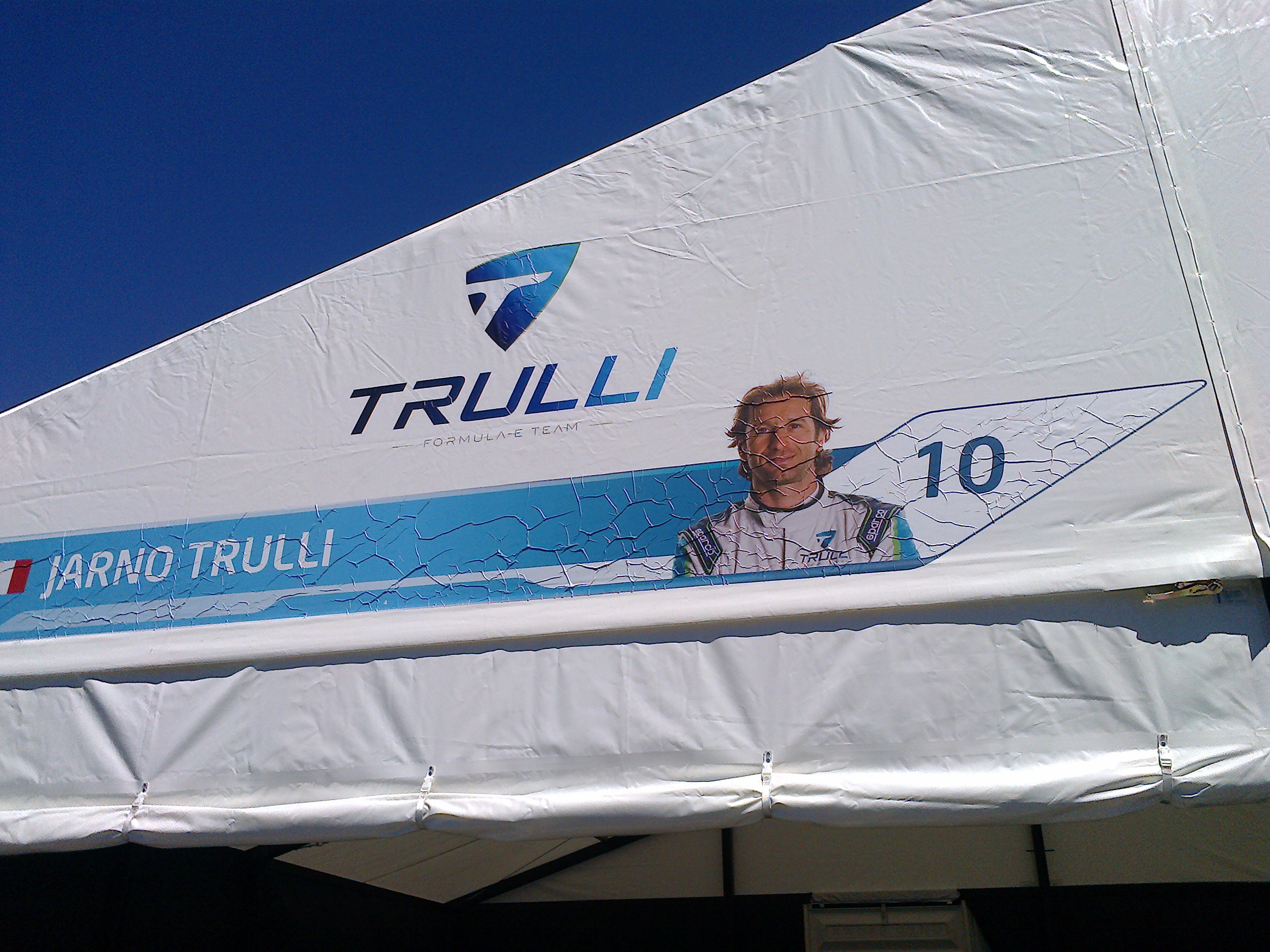
Stand de Jarno Trulli lors du Putrajaya ePrix, deuxième course de la saison 2014-2015 de Formule E.

En mars 2014, Jarno Trulli essaye une monoplace de Formule E  sur le circuit de La Ferté-Gaucher, en Seine-et-Marne. Le 18 juin 2014, après avoir repris la licence d'engagement de Drayson Racing, forfait, il annonce la création de l'écurie Trulli Formula E Team et son engagement dans le nouveau championnat de Formule E FIA de voitures électriques.
Trulli cumule les fonctions de directeur et de pilote et signe un partenariat technique avec Drayson Racing. Le 1er juillet 2014, Trulli FE Team signe un partenariat avec l'écurie Super Nova et recrute son ancienne pilote, l'Italienne Michela Cerruti,. Il marque ses premiers points à Punta del Este, la troisième course du championnat, où il résiste aux attaques répétées de Matthew Brabham et de Jérôme d'Ambrosio pour terminer quatrième. Il inscrit douze points, les premiers de son écurie, et pointe à la onzième place du championnat.
Pour la saison 2015-2016, Jarno Trulli reste en tant que pilote et directeur de sa propre équipe, et engage son compatriote Vitantonio Liuzzi, qui a déjà fait cinq courses la saison précédente avec lui. Finalement, avant les derniers essais de pré-saison, Trulli décide de se concentrer sur son rôle de directeur d'équipe, et laisse son poste de pilote au Mexicain Salvador Durán. Les essais se montrent néanmoins très compliqués puisque Liuzzi et Duran peinent à enchaîner les tours. En arrivant à Pékin pour la première manche, l'écurie doit déclarer forfait, ne pouvant présenter son groupe motopropulseur Motomatica JT-01 aux contrôles techniques, officiellement pour problèmes de douanes. Comme à Pékin, l'équipe Trulli Formula E ne peut pas participer pas à l'ePrix de Putrajaya, en raison de problèmes techniques, le groupe motopropulseur Motomatica JT-01 n'ayant pas reçu l'approbation des commissaires. À l'origine, Jarno Trulli aurait dû faire son retour, pour remplacer Salvador Durán, en raison d'un problème contractuel avec le Mexicain. Peu avant la manche de Punta del Este, l'équipe Trulli Formula E annonce son désengagement définitif du championnat de Formule E FIA, laissant la place Jaguar pour la troisième saison.

## Vie privée

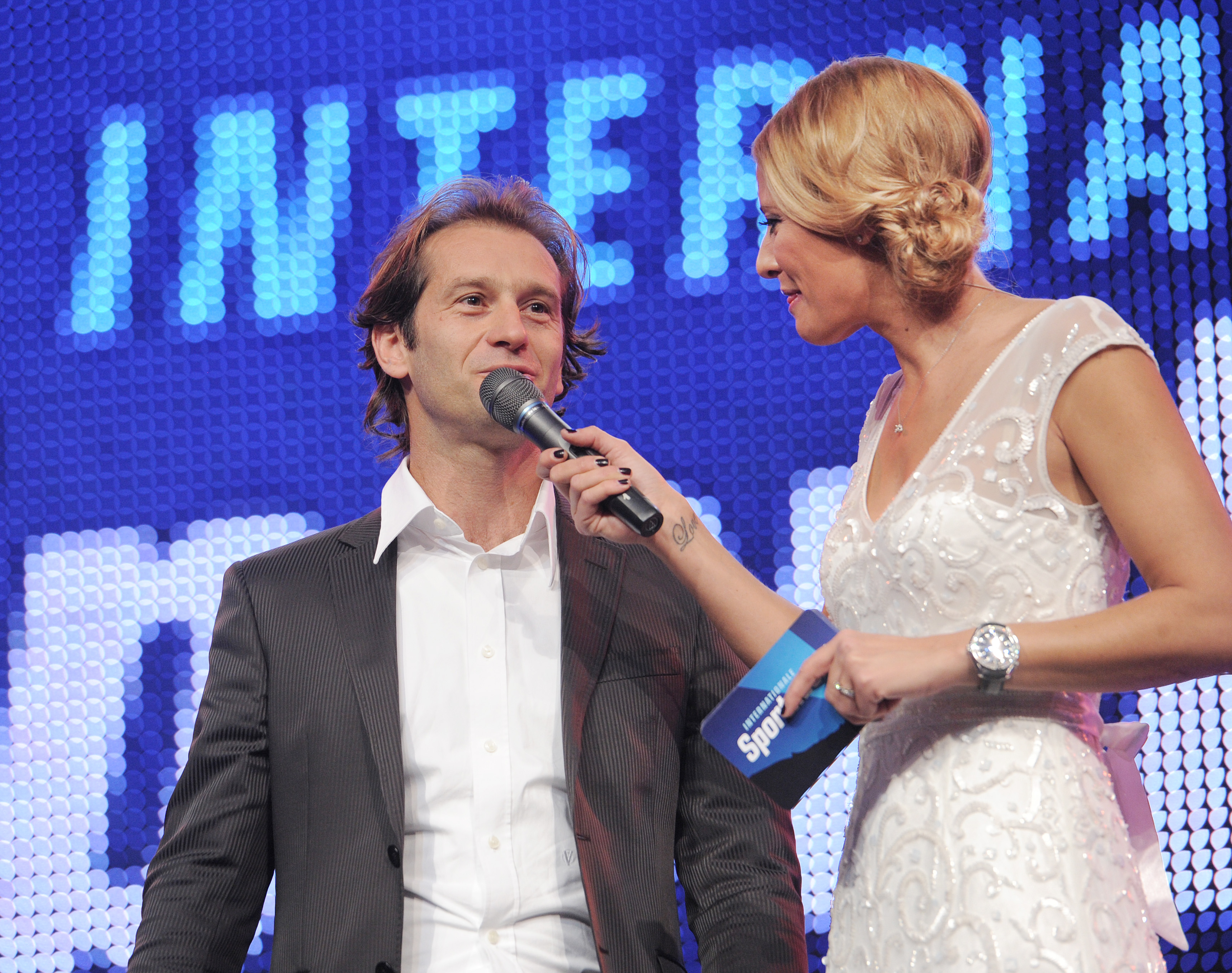
Jarno Trulli participe à des œuvres de charité, comme ici, à Davos en 2014.

Jarno Trulli tient son prénom de Jarno Saarinen, pilote de vitesse finlandais, décédé dans un accident à Monza en 1973, soit un an avant la naissance du jeune Trulli, dont les parents, grands amateurs de sport motocycliste, adoraient le Finlandais. Jarno Trulli rencontre Barbara pour la première fois en 1999 à Florence, avant de se marier quelques années plus tard avec elle. Ils ont leur premier enfant, Enzo, en 2005, puis un deuxième garçon, Marco, en 2006.
Amateur de vin, Jarno possède un vignoble, en collaboration avec son père et trois autres associés, et le commercialise notamment au Canada mais aussi en Angleterre et en Belgique ; ce vin est appelé Podere Castorani.
Il organise également une récolte de fonds en 2009 pour les victimes d'un séisme dans sa région natale. Il participe également en 2014 à un gala de charité annuel, organisé à Davos, en Suisse, l'Internationale Sportnacht Davos.
En 2011, au Grand Prix d'Inde, au même titre que Felipe Massa et que la Scuderia Toro Rosso, il change les couleurs de son casque et y met le no 58, en hommage à son compatriote Marco Simoncelli, tué lors du Grand Prix MotoGP de Malaisie.

## Résultats en compétition automobile

### Palmarès
- Triple champion d'Italie de karting (classe 100) (1988-1990)
- Champion du monde de karting (1991)
- Champion de Formule 3 allemande (1996)

### Résultats en championnat du monde de Formule 1
- Meilleur résultat au championnat : 6e en 2004.
- Débuts en Formule 1 : le 9 mars 1997 au Grand Prix d'Australie, sur le circuit de Melbourne – 9e.
- Première pole position : le 22 mai 2004 au Grand Prix de Monaco, sur le circuit de Monaco.
- Première victoire : le 23 mai 2004 au Grand Prix de Monaco, sur le circuit de Monaco

| Saison | Écurie                                             | Châssis      | Moteur                 | Pneus       | GP disputés | Pole positions | Victoires | Podiums | Meilleurs tours | Dans les points | Abandons | Points inscrits | Classement |
| ------ | -------------------------------------------------- | ------------ | ---------------------- | ----------- | ----------- | -------------- | --------- | ------- | --------------- | --------------- | -------- | --------------- | ---------- |
| 1997   | Minardi F1 Team Prost Gauloises Blondes            | M197 JS45    | Hart V8 Mugen V10      | Bridgestone | 14          | 0              | 0         | 0       | 0               | 1               | 4        | 3               | 15e        |
| 1998   | Gauloises Prost Peugeot                            | AP01         | Peugeot V10            | Bridgestone | 16          | 0              | 0         | 0       | 0               | 1               | 9        | 1               | 15e        |
| 1999   | Gauloises Prost Peugeot                            | AP02         | Peugeot V10            | Bridgestone | 16          | 0              | 0         | 1       | 0               | 2               | 8        | 7               | 11e        |
| 2000   | Benson & Hedges Jordan                             | EJ10         | Mugen V10              | Bridgestone | 17          | 0              | 0         | 0       | 0               | 5               | 7        | 6               | 10e        |
| 2001   | B & H Jordan Honda                                 | EJ11         | Honda V10              | Bridgestone | 17          | 0              | 0         | 0       | 0               | 5               | 10       | 12              | 7e         |
| 2002   | Mild Seven Renault F1 Team                         | R202         | Renault V10            | Michelin    | 17          | 0              | 0         | 0       | 0               | 4               | 9        | 9               | 8e         |
| 2003   | Mild Seven Renault F1 Team                         | R23 R23B     | Renault V10            | Michelin    | 16          | 0              | 0         | 1       | 0               | 10              | 5        | 33              | 8e         |
| 2004   | Mild Seven Renault F1 Team Panasonic Toyota Racing | R24 TF104B   | Renault V10 Toyota V10 | Michelin    | 17          | 2              | 1         | 2       | 0               | 9               | 2        | 46              | 6e         |
| 2005   | Panasonic Toyota Racing                            | TF105 TF105B | Toyota V10             | Michelin    | 19          | 1              | 0         | 3       | 0               | 9               | 5        | 43              | 7e         |
| 2006   | Panasonic Toyota Racing                            | TF106 TF106B | Toyota V8              | Bridgestone | 18          | 0              | 0         | 0       | 0               | 5               | 6        | 15              | 12e        |
| 2007   | Panasonic Toyota Racing                            | TF107 TF107B | Toyota V8              | Bridgestone | 17          | 0              | 0         | 0       | 0               | 4               | 4        | 8               | 13e        |
| 2008   | Panasonic Toyota Racing                            | TF108        | Toyota V8              | Bridgestone | 18          | 0              | 0         | 1       | 0               | 10              | 3        | 31              | 9e         |
| 2009   | Panasonic Toyota Racing                            | TF109        | Toyota V8              | Bridgestone | 17          | 1              | 0         | 3       | 1               | 8               | 4        | 32,5            | 8e         |
| 2010   | Lotus F1 Racing                                    | T127         | Cosworth V8            | Bridgestone | 18          | 0              | 0         | 0       | 0               | 0               | 10       | 0               | 21e        |
| 2011   | Team Lotus                                         | T128         | Renault V8             | Pirelli     | 18          | 0              | 0         | 0       | 0               | 0               | 4        | 0               | 21e        |

### Victoire en Formule 1
| no | Année | Manche | Date        | Grand Prix | Circuit | Position départ | Écurie  | Voiture | Résultats |
| -- | ----- | ------ | ----------- | ---------- | ------- | --------------- | ------- | ------- | --------- |
| 1  | 2004  | 6/18   | 23 mai 2004 | Monaco     | Monaco  | pole position   | Renault | R24     | Résultat  |

### Résultats en championnat de Formule E FIA
| Saison    | Écurie | Châssis       | Pneus    | ePrix disputés | Pole positions | Dans les points | Abandons | Points inscrits | Classement |
| --------- | ------ | ------------- | -------- | -------------- | -------------- | --------------- | -------- | --------------- | ---------- |
| 2014-2015 | Trulli | Spark-Renault | Michelin | 11             | 1              | 1               | 4        | 15              | 20e        |